# Zheshengita
La zheshengita és un mineral de la classe dels fosfats que pertany al grup de la dongchuanita. Rep el nom en honor del mineralogista xinès Zhesheng Ma (nascut el 1937), antic professor de la Universitat de Geociències de la Xina, qui va dur a terme una àmplia investigació mineralògica en el camp dels minerals de coure de Dongchuan i va ser la primera a descriure la tangdanita, un mineral descobert en aquesta regió.

## Característiques
La zheshengita és un fosfat de fórmula química Pb₄ZnZn₂(AsO₄)₂(PO₄)₂(OH)₂. Va ser aprovada com a espècie vàlida per l'Associació Mineralògica Internacional el 2020. Va ser publicada a la revista internacional Minerals per Ningyue Sun et al. en el mes de desembre de 2024 amb el títol «Zheshengite, Pb₄ZnZn₂(AsO₄)₂(PO₄)₂(OH)₂: A New Mineral of the Dongchuanite Group and the Influence of As–P Isomorphic Substitution on Unit-Cell Parameters of Dongchuanite Group Minerals». Cristal·litza en el sistema triclínic.
Les mostres que van servir per a determinar l'espècie, el que es coneix com a material tipus, es troben conservades a la col·lecció mineralògica del Museu Geològic de la Xina, a Beijing (República Popular de la Xina), amb el número de catàleg: m16134, i al laboratori d'estructura cristal·lina de l'institut de recerca científica de la Universitat de Geociències de la Xina, a Beijing, amb el número de catàleg: dc5.

## Formació i jaciments
Va ser descoberta a la mina de plom i zinc de Sanguozhuang, situada al districte de Dongchuan, a Kunming (Yunnan, República Popular de la Xina). Aquesta mina xinesa és l'únic indret de tot el planeta on ha estat descrita aquesta espècie mineral.